# Xander Schauffele
Alexander Victor Schauffele, mais conhecido como Xander Schauffele (San Diego, 25 de outubro de 1993), é um jogador profissional de golfe estadunidense, campeão olímpico. É o atual número 2 no ranking mundial.

## Carreira
Filho de pai imigrante naturalizado alemão e francês e mãe imigrante naturalizada taiwanesa que cresceu no Japão, seu pai foi seu único treinador de swing ao longo de sua carreira no golfe. Dois dos bisavôs de Schauffele jogaram futebol no primeiro nível europeu: Johann Hoffmann e Richard Schauffele

### 2021: ouro olímpico
Nos Jogos Olímpicos de Verão de 2020, conquistou a medalha de ouro na disputa masculina. Com a conquista, Schauffele se tornou o primeiro estadunidense desde 1900 a ganhar uma medalha de ouro olímpica no golfe.

### 2024: primeiro títuloMajor
Em 19 de maio de 2024 venceu o primeiro torneio Major de sua carreira, o Campeonato do PGA, disputado no Valhalla Golf Club, em Lousville, Kentucky, EUA. Schauffele venceu o torneio com uma pontuação de 21 abaixo do par, estabelecendo o recorde de menor pontuação em um campeonato Major de golfe. Além disso, as 263 tacadas feitas por Schauffele em suas quatro rodadas no torneio se tornaram a menor pontuação total na história dos grandes campeonatos.
Em 21 de julho de 2024, Schauffele venceu o The Open em Royal Troon, Troon, South Ayrshire, Escócia, o segundo Major de sua carreira. Schauffele tornou-se o primeiro golfista a vencer dois campeonatos importantes em uma temporada com uma pontuação de 65 na última rodada. Ele também se tornou o primeiro golfista a vencer vários Majors no mesmo ano desde que Brooks Koepka venceu o U.S. Open e o Campeonato do PGA de 2018.

## Vida pessoal
Schauffele conheceu sua esposa, Maya, na faculdade da Universidade Estadual de San Diego. Eles se casaram em 2021.
Schauffele é um ávido fumante de charuto. Seu pai, Stefan, apresentou os charutos a Schauffele aos 10 anos de idade, e seu charuto favorito é o Montecristo No. 2.